# عسيق (يريم)

تعديل مصدري - تعديل

عسيق هي إحدى قرى عزلة بني مسلم بمديرية يريم التابعة لمحافظة إب، بلغ تعداد سكانها 64 نسمة حسب تعداد اليمن لعام 2004.